# 脇坂英理子
脇坂 英理子（わきさか えりこ、1978年12月5日 - ）は、日本の美容、医療などのライター。医師、タレント。

## 経歴
東京都出身。小学校から高校まで東洋英和女学院に通う。2003年、東京女子医科大学医学部を卒業。東京女子医科大学病院の麻酔科に入局。2011年、麻酔科専門医の資格を取得。離婚歴がある。
2012年、千葉県船橋市に「Ricoクリニック」を開院 し、美容関連の医療に携わっていた。
後に東京都目黒区に移転するが、2014年に休院となり2015年をもって閉院となった。
先祖は戦国大名で賤ヶ岳の七本槍の一人の脇坂安治 と過去に発言をしている。
その脇坂安治の子孫発言に対して、龍野藩脇坂家16代当主の脇坂安知は、「脇坂英理子容疑者と、一切関係ございません」と発表している。
更に、脇坂家に関する系譜や家譜といった資料を多数保管している兵庫県のたつの市立龍野歴史文化資料館によると、「英理子容疑者が脇坂家と血縁関係にあるという資料はこれまで見たことがありません」という。
「セクシー女医」としてバラエティ番組にも出演していた。2015年、初の著書となる恋愛指南書『あざといGirl～教えてRicoにゃん先生!ラブバナー73～』がワニブックスより刊行された。
しかし2016年3月9日、診療報酬をだまし取った詐欺の疑いとして警視庁に逮捕され、その診療報酬の不正請求事件で詐欺罪に問われたため2016年7月12日、東京地方裁判所は脇坂に対し懲役3年執行猶予4年（求刑・懲役3年）の判決を言い渡した。また、2016年9月30日、厚生労働省は脇坂を医業停止3年（発効は2016年10月14日から）の行政処分を行った旨公表した。
2017年5月9日、日本麻酔科学会は、脇坂が診療報酬をだまし取ったとして詐欺罪に問われ、2016年7月に有罪判決を受けた問題で、理事会声明を公表した。声明の中で、「脇坂氏より本学会に対して退会届が提出され、法令および定款に照らし合わせた結果、本学会としてはこれを受理せざるを得ないとの判断をいたしました。」と述べた上で、「この結果、脇坂氏は退会いたしましたが、本学会としては、本邦の麻酔科医の信用を失墜させ、国民への安全な医療提供にも多くの悪影響を与えた」と指弾。「麻酔科医師としての資質に著しく欠けると判断し、永久に本学会への再入会を認めない」としている。

## 主な出演番組
- 恋愛総選挙 （2014年5月8日・8月21日、フジテレビ）
- おーくぼんぼん （2014年5月31日、TBS）
- 中居正広のミになる図書館 （2014年6月3日・10日・12月2日、テレビ朝日）
- 深イイ話&しゃべくり007　合体SP （2014年6月16日、日本テレビ）
- ゲーム&クイズ・バラエティペケポン （2014年9月12日、フジテレビ）
- ネプリーグ SP （2014年9月29日、フジテレビ）
- 美女も野獣 （2014年10月26日・11月2日・2015年2月1日・8日？4月3日、テレビ朝日） セミレギュラー
- news every. （2014年11月26日、日本テレビ）
- スーパーJチャンネル （2014年11月26日、テレビ朝日）
- NEWS ZERO （2014年11月26日、日本テレビ）
- Oha!4 NEWS LIVE （2014年11月27日、日本テレビ）
- めざましテレビ （2014年11月27日、フジテレビ）
- あさチャン! （2014年11月27日、TBS）
- 情報プレゼンター とくダネ! （2014年11月27日、フジテレビ）
- いっぷく! （2014年11月27日、TBS）
- 新・情報7days ニュースキャスター （2014年11月29日、TBS）
- サンデー・ジャポン （2014年11月30日、TBS）
- バイキング （2014年12月1日、フジテレビ）
- 踊る!さんま御殿!!　不平不満がとまらない芸能人SP （2014年12月9日、日本テレビ）
- クイズプレゼンバラエティー Qさま!!　3時間スペシャル （2015年3月2日、テレビ朝日）
- 美女たちの日曜日 （2015年4月12日、テレビ朝日）
- ヨソで言わんとい亭〜ココだけの話が聞ける（秘）料亭〜 （2015年4月16日・6月11日・9月25日、テレビ東京）
- 僕らが考える夜 （2015年5月28日、フジテレビ）
- 直撃!シンソウ坂上 （2018年5月17日、フジテレビ）

## 著書
- 「あざといGirl～教えてRicoにゃん先生!ラブバナー73～」（2015年、ワニブックス）ISBN 978-4847093036